# Ophion dentatus
Ophion dentatus là một loài tò vò trong họ Ichneumonidae.